# 玛农·阿皮蒂-布吕内
玛农·阿皮蒂-布吕内（法語：Manon Apithy-Brunet，1996年2月7日—），法國劍擊運動員，她代表法國隊參加了日本舉行的2020年夏季奧林匹克運動會，並且在女子團體佩劍比賽上獲得銀牌及女子個人佩劍比賽上獲得銅牌。